# بلامين بينيف
بلامين بينيف هو لاعب كرة قدم بلغاري في مركز الهجوم، ولد في 8 فبراير 1994 في يامبل في بلغاريا. شارك مع منتخب بلغاريا تحت 19 سنة لكرة القدم. أما مع النوادي، فقد لعب مع او في سي سليفن 2000 ونادي بيروي ستارا زاغورا ونادي فيريا.